# Elecciones legislativas de Ecuador de 1994
Las elecciones legislativas de Ecuador de 1994 se celebraron el 1 de mayo de 1994 para la elección de los 65 diputados provinciales que conformarían el Congreso Nacional del Ecuador en el período 1994-1996 junto a los 12 diputados nacionales elegidos en 1992. Éstas fueron las últimas elecciones legislativas intermedias en Ecuador antes que la práctica fuera abolida en la Asamblea Constituyente de 1997.

## Escaños
- 65 diputados provinciales

| Provincia        | Escaños | Provincia  | Escaños |
| ---------------- | ------- | ---------- | ------- |
| Azuay            | 4       | Bolívar    | 2       |
| Cañar            | 2       | Carchi     | 2       |
| Chimborazo       | 3       | Cotopaxi   | 3       |
| El Oro           | 3       | Esmeraldas | 3       |
| Galápagos        | 1       | Guayas     | 10      |
| Imbabura         | 3       | Loja       | 3       |
| Los Ríos         | 4       | Manabí     | 5       |
| Morona Santiago  | 1       | Napo       | 2       |
| Pastaza          | 1       | Pichincha  | 8       |
| Sucumbíos        | 1       | Tungurahua | 3       |
| Zamora Chinchipe | 1       |            |         |

## Resultados
Partidos con representación parlamentaria
| Partido | Partido | Partido                                          | Votos     | %      | Elegidos | Total | ±           |
| ------- | ------- | ------------------------------------------------ | --------- | ------ | -------- | ----- | ----------- |
| 6       |         | Partido Social Cristiano (PSC)                   | 810.846   | 26,36  | 23       | 26    | 6           |
| 10      |         | Partido Roldosista Ecuatoriano (PRE)             | 516.268   | 16,78  | 10       | 11    | 5           |
| 12      |         | Izquierda Democrática (ID)                       | 306.272   | 9,96   | 6        | 7     | 1           |
| 15      |         | Movimiento Popular Democrático (MPD)             | 253.760   | 8,25   | 6        | 7     | 4           |
| 5       |         | Democracia Popular (DP)                          | 253.122   | 8,23   | 5        | 6     | Sin cambios |
| 13      |         | Acción Popular Revolucionaria Ecuatoriana (APRE) | 183.383   | 5,96   | 2        | 2     | 2           |
| 1       |         | Partido Conservador Ecuatoriano (PCE)            | 172.725   | 5,61   | 7        | 8     | 3           |
| 14      |         | Frente Radical Alfarista (FRA)                   | 144.508   | 4,70   | 1        | 1     | Sin cambios |
| 8       |         | Partido Unidad Republicana (PUR)                 | 120.096   | 3,90   | 1        | 2     | 10          |
| 17      |         | Partido Socialista Ecuatoriano (PSE)             | 98.248    | 3,19   | 0        | 1     | 1           |
| 4       |         | Concentración de Fuerzas Populares (CFP)         | 67.433    | 2,19   | 2        | 2     | 1           |
| 2       |         | Partido Liberal Radical Ecuatoriano (PLRE)       | 61.412    | 2,00   | 1        | 1     | 1           |
| 9       |         | Frente Amplio de Izquierda (FADI)                | 30.103    | 0,98   | 0        | 0     | Sin cambios |
| 11      |         | Partido Liberación Nacional (PLN)                | 27.174    | 0,88   | 1        | 1     | Sin cambios |
| 16      |         | Unión Popular Latinoamericana (UPL)              | 17.445    | 0,57   | 0        | 0     | Nuevo       |
| 7       |         | Pueblo, Cambio y Democracia (PCD)                | 11.004    | 0,36   | 0        | 0     | Sin cambios |
| 3       |         | Partido Assad Bucaram (PAB)                      | 2.523     | 0,08   | 0        | 0     | Sin cambios |
|         |         |                                                  |           |        |          |       |             |
|         |         | Votos válidos                                    | 3.076.362 | 75,86  |          |       |             |
|         |         | Votos nulos/en blanco                            | 968.071   | 24,14  |          |       |             |
|         |         | TOTAL                                            | 4,009,665 | 100,00 | 65       | 77    | Sin cambios |
|         |         | Registrados/Participación                        | 6.175.991 | 70.21  | 4.72     | 4.72  | 4.72        |

Fuente:

### Escaños obtenidos por provincia y diputados a nivel nacional
| Provincias       |    |    |   |   |   |   |   |   |   |   |   |   |   | Ind | Total |
| ---------------- | -- | -- | - | - | - | - | - | - | - | - | - | - | - | --- | ----- |
| Nacional         | 3  | 1  | 1 | 1 | 1 |   | 1 |   | 1 | 1 |   |   |   | 2   | 12    |
| Azuay            | 2  |    | 1 |   | 1 |   |   |   |   |   |   |   |   |     | 4     |
| Bolívar          | 2  |    |   |   |   |   |   |   |   |   |   |   |   |     | 2     |
| Cañar            | 1  |    |   |   |   |   | 1 |   |   |   |   |   |   |     | 2     |
| Carchi           |    |    | 1 |   |   |   | 1 |   |   |   |   |   |   |     | 2     |
| Chimborazo       |    |    | 1 | 2 |   |   |   |   |   |   |   |   |   |     | 3     |
| Cotopaxi         | 2  |    |   |   | 1 |   |   |   |   |   |   |   |   |     | 3     |
| El Oro           | 1  | 1  | 1 |   |   |   |   |   |   |   |   |   |   |     | 3     |
| Esmeraldas       | 1  | 1  |   | 1 |   |   |   |   |   |   |   |   |   |     | 3     |
| Galápagos        |    |    |   |   | 1 |   |   |   |   |   |   |   |   |     | 1     |
| Guayas           | 5  | 3  |   | 1 |   |   | 1 |   |   |   |   |   |   |     | 10    |
| Imbabura         |    | 1  |   | 2 |   |   |   |   |   |   |   |   |   |     | 3     |
| Loja             | 1  |    |   |   |   |   | 2 |   |   |   |   |   |   |     | 3     |
| Los Ríos         | 2  | 2  |   |   |   |   |   |   |   |   |   |   |   |     | 4     |
| Manabí           | 2  | 1  |   |   |   |   |   |   | 1 |   |   | 1 |   |     | 5     |
| Morona Santiago  | 1  |    |   |   |   |   |   |   |   |   |   |   |   |     | 1     |
| Napo             |    |    |   |   |   |   |   |   |   |   | 1 |   | 1 |     | 2     |
| Pastaza          |    |    | 1 |   |   |   |   |   |   |   |   |   |   |     | 1     |
| Pichincha        | 1  | 1  | 1 |   | 1 | 2 | 1 | 1 |   |   |   |   |   |     | 8     |
| Sucumbíos        |    |    |   |   | 1 |   |   |   |   |   |   |   |   |     | 1     |
| Tungurahua       | 2  |    |   |   |   |   | 1 |   |   |   |   |   |   |     | 3     |
| Zamora Chinchipe |    |    |   |   |   |   |   |   |   |   | 1 |   |   |     | 1     |
| Total            | 26 | 11 | 7 | 7 | 6 | 2 | 8 | 1 | 2 | 1 | 2 | 1 | 1 | 2   | 77    |

## Diputados nacionales
Los diputados nacionales no fueron elegidos en estas votaciones, pues su periodo era de cuatro años en vez de dos. Los diputados nacionales para este periodo fueron (tomando en cuenta los que renunciaron o cambiaron de partido desde 1992):
| Partido                         | Diputado                  | Diputado                 | Diputado                 |
| ------------------------------- | ------------------------- | ------------------------ | ------------------------ |
| Partido Social Cristiano        |                           | Heinz Moeller Freile     | Heinz Moeller Freile     |
| Partido Social Cristiano        | Simón Bustamante Vera     |                          |                          |
| Partido Social Cristiano        | Eduardo Villaquirán Lebed |                          |                          |
| Partido Unidad Republicana      |                           |                          | Manuel Félix López       |
| Partido Conservador Ecuatoriano |                           | Wilman Costa Febres      | Wilman Costa Febres      |
| Partido Roldosista Ecuatoriano  |                           | Elsa Bucaram Ortiz       | Elsa Bucaram Ortiz       |
| Izquierda Democrática           |                           |                          | Andrés Vallejo Arcos     |
| Democracia Popular              |                           |                          | Carlos Vallejo López     |
| Movimiento Popular Democrático  |                           | Juan José Castelló León  | Juan José Castelló León  |
| Partido Socialista Ecuatoriano  |                           |                          | Diego Delgado Jara       |
| Independientes                  |                           | Fernando Larrea Martínez | Fernando Larrea Martínez |
| Independientes                  | Napoleón Ycaza Córdova    |                          |                          |

## Nómina de diputados electos

### Azuay
| Partido                  | Diputado                  | Diputado              |
| ------------------------ | ------------------------- | --------------------- |
| Partido Social Cristiano |                           | Susana González Muñoz |
| Partido Social Cristiano | Rolando Hurtado Astudillo |                       |
| Izquierda Democrática    |                           | Ítalo Ordóñez Vásquez |
| Democracia Popular       |                           | José Cordero Acosta   |

### Bolívar
| Partido                  | Diputado                 | Diputado             |
| ------------------------ | ------------------------ | -------------------- |
| Partido Social Cristiano |                          | Marcelo Noboa Chaves |
| Partido Social Cristiano | Carlos Rivadeneira Ilves |                      |

### Cañar
| Partido                         | Diputado | Diputado              |
| ------------------------------- | -------- | --------------------- |
| Partido Conservador Ecuatoriano |          | Juan Castanier Muñoz  |
| Partido Social Cristiano        |          | Milton Ordóñez Garate |

### Carchi
| Partido                         | Diputado | Diputado               |
| ------------------------------- | -------- | ---------------------- |
| Izquierda Democrática           |          | Hugo Ruiz Enríquez     |
| Partido Conservador Ecuatoriano |          | Rodrigo Suárez Morales |

### Chimborazo
| Partido                        | Diputado            | Diputado                            |
| ------------------------------ | ------------------- | ----------------------------------- |
| Movimiento Popular Democrático |                     | Alejandro Norberto Maldonado Rivera |
| Movimiento Popular Democrático | César Buelva Yasaca |                                     |
| Izquierda Democrática          |                     | Ernesto Pontón Velóz                |

### Cotopaxi
| Partido                  | Diputado                | Diputado               | Diputado                  |
| ------------------------ | ----------------------- | ---------------------- | ------------------------- |
| Partido Social Cristiano |                         | Fabián Fabara Gallardo | Fabián Fabara Gallardo    |
| Partido Social Cristiano | Bayardo Alvear Bautista |                        |                           |
| Democracia Popular       |                         |                        | Reinaldo Yanchapaxi Cando |

### El Oro
| Partido                        | Diputado | Diputado             | Diputado             |
| ------------------------------ | -------- | -------------------- | -------------------- |
| Partido Social Cristiano       |          | Raúl Rivas Pazmiño   | Raúl Rivas Pazmiño   |
| Partido Roldosista Ecuatoriano |          | Harry Álvarez García | Harry Álvarez García |
| Izquierda Democrática          |          |                      | Franco Romero Loayza |

### Esmeraldas
| Partido                        | Diputado | Diputado                    |
| ------------------------------ | -------- | --------------------------- |
| Partido Roldosista Ecuatoriano |          | Homero López Saud           |
| Partido Social Cristiano       |          | Miguel Ramírez Angulo       |
| Movimiento Popular Democrático |          | Pedro Lino Sánchez Mosquera |

### Galápagos
| Partido            | Diputado | Diputado            |
| ------------------ | -------- | ------------------- |
| Democracia Popular |          | Eduardo Véliz Véliz |

### Guayas
| Partido                         | Diputado                   | Diputado                    | Diputado               |
| ------------------------------- | -------------------------- | --------------------------- | ---------------------- |
| Partido Social Cristiano        |                            | Xavier Neira Menéndez       | Xavier Neira Menéndez  |
| Partido Social Cristiano        |                            | Rafael Cuesta Caputi        |                        |
| Partido Social Cristiano        |                            | Pascual del Cioppo Aragundi |                        |
| Partido Social Cristiano        |                            | Luis Almeida Morán          |                        |
| Partido Social Cristiano        | Ruth Moreno Agui           |                             |                        |
| Partido Roldosista Ecuatoriano  |                            | Oscar Célleri Cedeño        | Oscar Célleri Cedeño   |
| Partido Roldosista Ecuatoriano  | Santiago Bucaram Ortiz     |                             |                        |
| Partido Roldosista Ecuatoriano  | Ricardo Vanegas Armendariz |                             |                        |
| Movimiento Popular Democrático  |                            | Aracelly Moreno Silva       | Aracelly Moreno Silva  |
| Partido Conservador Ecuatoriano |                            | Leonardo Escobar Bravo      | Leonardo Escobar Bravo |

### Imbabura
| Partido                        | Diputado             | Diputado | Diputado              |
| ------------------------------ | -------------------- | -------- | --------------------- |
| Movimiento Popular Democrático |                      |          | Antonio Posso Salgado |
| Movimiento Popular Democrático | Isauro Puente Dávila |          |                       |
| Partido Roldosista Ecuatoriano |                      |          | Marco Proaño Maya     |

### Loja
| Partido                         | Diputado             | Diputado                  | Diputado                  |
| ------------------------------- | -------------------- | ------------------------- | ------------------------- |
| Partido Conservador Ecuatoriano |                      |                           | Freddy Bravo Bravo        |
| Partido Conservador Ecuatoriano | Galo Aguirre Montero |                           |                           |
| Partido Social Cristiano        |                      | Pío Oswaldo Cueva Puertas | Pío Oswaldo Cueva Puertas |

### Los Ríos
| Partido                        | Diputado                     | Diputado             | Diputado                |
| ------------------------------ | ---------------------------- | -------------------- | ----------------------- |
| Partido Social Cristiano       |                              |                      | Antonio Andrade Fajardo |
| Partido Social Cristiano       |                              | Johnny Terán Salcedo |                         |
| Partido Roldosista Ecuatoriano |                              | Pedro Llerena Olvera | Pedro Llerena Olvera    |
| Partido Roldosista Ecuatoriano | Jorge Edmundo Vásquez Bermeo |                      |                         |

### Manabí
| Partido                             | Diputado | Diputado            | Diputado                    |
| ----------------------------------- | -------- | ------------------- | --------------------------- |
| Partido Social Cristiano            |          |                     | Tito Nilton Mendoza Guillén |
| Partido Social Cristiano            |          | Luis Gencón Cedeño  |                             |
| Partido Roldosista Ecuatoriano      |          | Mario Loor Balda    | Mario Loor Balda            |
| Partido Unidad Republicana          |          |                     | Humberto Guillem Murillo    |
| Partido Liberal Radical Ecuatoriano |          | Guido Álava Párraga | Guido Álava Párraga         |

### Morona Santiago
| Partido                  | Diputado | Diputado                |
| ------------------------ | -------- | ----------------------- |
| Partido Social Cristiano |          | Germán Mancheno Noguera |

### Napo
| Partido                            | Diputado | Diputado                  | Diputado                  |
| ---------------------------------- | -------- | ------------------------- | ------------------------- |
| Partido Liberación Nacional        |          | Estuardo Hidalgo Bifarini | Estuardo Hidalgo Bifarini |
| Concentración de Fuerzas Populares |          |                           | Servio Tulio Moreno Aldáz |

### Pastaza
| Partido               | Diputado | Diputado             |
| --------------------- | -------- | -------------------- |
| Izquierda Democrática |          | Víctor Velóz Sánchez |

### Pichincha
| Partido                                   | Diputado | Diputado               | Diputado               |
| ----------------------------------------- | -------- | ---------------------- | ---------------------- |
| Acción Popular Revolucionaria Ecuatoriana |          |                        | Frank Vargas Pazzos    |
| Acción Popular Revolucionaria Ecuatoriana |          | Gustavo Larrea Cabrera |                        |
| Partido Social Cristiano                  |          | Marco Flores Troncoso  | Marco Flores Troncoso  |
| Democracia Popular                        |          | Marcelo Dotti Almeida  | Marcelo Dotti Almeida  |
| Izquierda Democrática                     |          |                        | Raúl Baca Carbo        |
| Frente Radical Alfarista                  |          |                        | Fabián Alarcón Rivera  |
| Movimiento Popular Democrático            |          |                        | Iván Rodríguez         |
| Partido Roldosista Ecuatoriano            |          | Daniel Álvarez Tenorio | Daniel Álvarez Tenorio |

### Sucumbíos
| Partido            | Diputado | Diputado              |
| ------------------ | -------- | --------------------- |
| Democracia Popular |          | Carlos Vidal Espinoza |

### Tungurahua
| Partido                         | Diputado              | Diputado               |
| ------------------------------- | --------------------- | ---------------------- |
| Partido Social Cristiano        |                       | Milton Fabara Torres   |
| Partido Social Cristiano        | Ángel Meléndez Garzón |                        |
| Partido Conservador Ecuatoriano |                       | Marcelo Saltos Galarza |

### Zamora Chinchipe
| Partido                            | Diputado | Diputado           |
| ---------------------------------- | -------- | ------------------ |
| Concentración de Fuerzas Populares |          | Luis Delgado Tello |